# Ruth Mountaingrove
Ruth Mountaingrove (21 février 1923 - 18 décembre 2016) est une photographe, poète et musicienne américaine, féministe lesbienne séparatiste, connue pour ses photographies documentant les woman's lands dans le Sud de l'Oregon,.

## Biographie
Ruth Mountaingrove est née Ruth Shook le 21 février 1923 à Philadelphie, Pennsylvanie d'Edith Shelling et Herbert Daniel Shook. Elle obtient un baccalauréat ès sciences en éducation du Kutztown State Teacher's College (en) en 1945, se spécialisant en sciences. En 1946, elle publie un livre de poèmes, Rythmes du printemps, et épouse Bern Ikeler,. Après dix-neuf ans de mariage et cinq enfants, ils divorcent en 1965. Ruth Mountaingrove rejoint le groupe de Philadelphie de NOW en 1966 et œuvre pour changer les lois sur l'avortement. Elle aide à fonder Women in Transition, à venir en aide aux femmes battues et à faciliter la création du premier groupe lesbien de la ville.

## Le magazineWomanSpirit
Elle rencontre sa future partenaire Jean en 1970, et en 1971, elles déménagent dans le Sud de l'Oregon, prenant le nom de la communauté où elles ont vécu pendant deux ans, Mountain Grove. Elles déménagent à Golden, Oregon (en), une communauté rurale mixte, où elles fondent WomanSpirit (en),,, un magazine lesbien publié collectivement près de Wolf Creek, Oregon (en) de 1974 à 1984. WomanSpirit constitue la première revue lesbienne américaine à se consacrer à la fois au féminisme et à la spiritualité féministe,,. Leur vision du magazine était « féministe, internationale et radicale. Nous voulions une révolution culturelle, une réorganisation totale des institutions et des valeurs. Ce devait être un magazine modeste avec de grands objectifs ». Un d leurs objectifs était de "reconnaître que chacune allait à son rythme dans son propre développement personnel et spirituel". Ruth et Jean souhaitaient que chaque femme ait le sentiment de partager leur expérience avec d'autres femmes.

## La pratique photographique
En 1978, les Mountaingroves achètent un terrain qu'elles nomment Rootworks, où elles fondent leur communauté lesbienne séparatiste. Ruth Mountaingrove y publie le livre Turned on Woman's Songbook et un livre de poésie, For Those Who Cannot Sleep. Entre 1974 et 1986, elle consacre son temps à photographier les femmes des communautés lesbiennes de l'Oregon et d'autres parties des États-Unis.
En 1979, Ruth Mountaingrove organise le premier Ovular (qui peut se traduire par « ovulaire », en opposition au terme « séminaire » venant du latin semen qui signifie « semence »). Les Ovulars sont nés du désir de Ruth Mountaingrove de pouvoir pratiquer la photographie au sein des woman’s lands, un environnement rural assez isolé, avec d’autres femmes. Les Ovulars étaient des ateliers de photographie d’une dizaine de jours attirant une douzaine de femmes chaque été, de 1979 à 1984. L’objectif de ces ateliers était de pratiquer la photographie dans un contexte isolé, entre femmes uniquement, afin d’élaborer de nouvelles façons de pratiquer la photographie en dehors de la société dominante masculine. Le contexte isolé et rural était également l’occasion de pratiquer la photographie avec d’autres moyens et d’expérimenter plus. La chambre noire, construite par Ruth Mountaingrove, était alimentée par batterie et les participantes dormaient dans des tentes ou à la belle étoile. Les ateliers organisés consistaient à apprendre à développer une pellicule couleur, apprendre à créer un slideshow, ou se focalisaient sur des pratiques comme l’autoportrait, la photographie érotique, ou encore des activités de méditation autour de la photographie. Ruth Mountaingrove a fait appel à d’autres photographes des woman’s lands et de la communauté lesbienne américaine comme Tee Corinne, JEB ou encore Carol Newhouse, une des fondatrices du collectif WomanShare. De ces Ovulars est né The Blatant Image, un magazine de photographie féministe publié de 1981 à 1983, dont l’objectif était de diffuser plus largement une vision féministe de la photographie.
Les Mountaingrove se séparent en 1985.

## Travail ultérieur
Après son déménagement en 1986 à Arcata en Californie, Ruth Mountaingrove est passée de la photographie documentaire à des images plus expérimentales par le biais d'un processus qu'elle a appelé « dessiner avec la lumière, explorant la photographie comme moyen artistique abstrait, comme des dessins à l'encre de chine, ou dans certains cas comme des peintures »,. Ses photographies ont été exposées en Californie, dans le Massachusetts, en Oregon, en Pennsylvanie, au Texas et à Washington, et elle a organisé des expositions individuelles sur trois sites : Northcoast Internet, SHNEngineering et The Lesbian, Gay, Bi-sexual, Transgendered Center.

## Mort
Ruth Mountaingrove est décédée le 18 décembre 2016 à l'âge de 93 ans à la maison de soins palliatifs Ida Emmerson à Eureka.

## Archives
Les archives de Ruth Mountaingrove sont conservées à University of Oregon Libraries, Special Collections and University Archives.

## Publications
- Elsa Gidlow, Ask No Man Pardon: The Philosophical Significance of Being Lesbian, Druid Heights Books, 1975 photo de couverture de Ruth Mountaingrove